# Vouilly
Vouilly é uma ex-comuna francesa na região administrativa da Normandia, no departamento de Calvados. Estendeu-se por uma área de 6,38 km². Em 2010 a comuna tinha 164 habitantes (densidade: 25,7 hab./km²).
Em 1 de janeiro de 2017 foi fundida na comuna de Isigny-sur-Mer.